# Louise Nevelsonová
Louise Nevelsonová (23. září 1899 Perejaslav – 17. dubna 1988 New York) byla americká sochařka známá svými monochromatickými dřevěnými nástěnnými asamblážemi a monumentálními abstraktními sochami. Narodila se v Poltavské gubernii Ruského impéria (dnešní Kyjevská oblast, Ukrajina) v židovské rodině, která na počátku 20. století emigrovala do Spojených států. Stala se přední sochařkou hnutí abstraktního expresionismu 20. století.  

## Život
Narodila se jako Lea Berljavská (ukr. Лія Берлявська) ve městě Perejaslav Minně Sadiové a Isaacu Berljavskému, podnikateli a obchodníkovi se dřevem. Měla tři sourozence, bratra Nathana (* 1898) a sestry Anitu (* 1902) a Lilian (* 1906). V roce 1905 rodina emigrovala do Spojených států, kde se usadila ve městě Rockland v Maine. Otec se časem stal majitelem dřevařské firmy a realitním makléřem. Lea měla silné vazby na své rodiče a již v dětství se rozhodla být umělkyní, pracovat se dřevem a pokračovat v rodinné tradici. V roce 1918 dokončila střední školu a začala pracovat jako písařka v místní advokátní kanceláři. V červnu 1920 se provdala za bohatého židovského podnikatele Charlese Nevelsona a přestěhovala se do New Yorku. Začala studovat malbu, kresbu, zpěv, herectví a tanec. V roce 1924 se manželé s dvouletým synem Myronem (později zvaný Mike) přestěhovali do Mount Vernonu ve státě New York. Rodinný život Louisu Nevelsonovou neuspokojoval a od roku 1929 studovala umění na Art Students League v New Yorku. V roce 1931 nechala svého syna Mikea na starost rodičům a odjela do Evropy. V Mnichově studovala šest měsíců u Hanse Hofmanna a poté navštívila Itálii a Francii, kde poprvé uviděla africké umění v Muzeu člověka.
Po návratu do New Yorku v roce 1932 se s manželem rozešla (oficiálně bylo manželství ukončeno rozvodem v roce 1941) a pokračovala ve studiu na Art Students League. V roce 1933 krátce spolupracovala s Diegem Riverou jako jeho asistentka na nástěnné malbě Muž na křižovatce pro Rockefellerovo centrum. V roce 1935 vyučovala nástěnnou malbu v Brooklynu jako součást programu Works Progress Administration (WPA). Až do roku 1939 pracovala pro WPA v divizi malířství a sochařství. Vyučovala také na umělecké škole v rámci Educational Alliance School of Art založené bohatými židovskými filantropy na Manhattanu.
Nevelsonová experimentovala s raným konceptuálním uměním pomocí nalezených předmětů a zabývala se malbou a litografií, než zasvětila své životní dílo sochařství. Hluboce na ní zapůsobilo umění primitivních národů Afriky a indiánská keramika. Navštívila Latinskou Ameriku a byla ovlivněna mayskými ruinami a stélami v Guatemale. Později si založila velkou sbírku staré indiánské keramiky a afrických i předkolumbovských skulptur. Během třicátých let začala Nevelsonová vystavovat své práce na skupinových výstavách. V roce 1936 vyhrála svou první sochařskou soutěž v galerii A.C.A v New Yorku. Zpočátku se jí stěží dařilo přežít prodejem některých svých děl, i když její reputace rostla. Počátkem 40. let se přestěhovala na dolní Manhattan a začala dělat své montáže z nalezených kusů dřeva. V roce 1941 měla první samostatnou výstavu v newyorské galerii Nierendorf. Poté, co v Muzeu moderního umění vystavila zdobenou krabici na čištění bot, dostalo se jí pozornosti tisku. V roce 1945 jí otec krátce před smrtí koupil dům na Manhattanu. Nevelsonová v něm často pořádala setkání se členy různých uměleckých skupin.
Navzdory rostoucí popularitě u uměleckých kritiků se Nevelsonová potýkala s finančními problémy. Začátkem padesátých let vyučovala sochařství v programech vzdělávání dospělých ve veřejném školském systému Great Neck na Long Islandu. Od roku 1955 spolupracovala s galerií Colette Robertsové, kde měla řadu samostatných výstav. Tam vystavila některá ze svých nejvýznamnějších děl z poloviny století, například Nevěsta černého měsíce, První osobnost. Na výstavě Moon Garden + One v roce 1958 ukázala své první velké nástěnné dílo, Nebeskou katedrálu. Rozměrné sochy natřené jednotnou barvou jí přinesly komerční úspěch. Prostřednictvím Normana Cartona, malíře ukrajinského původu, uzavřela v roce 1958 smlouvu s galerií Marthy Jacksonové, která jí zajistila stálý příjem. Koupila si nový dům na Spring Street v manhattanské čtvrti Little Italy, ve kterém shromažďovala své rozsáhlé umělecké sbírky. Jejími nejbližšími důvěrníky byli její přítel, dramatik Edward Albee, a její asistentka, řidička, kamarádka a spolubydlící Diana MacKownová. V roce 1960 měla svou první samostatnou výstavu v Evropě v Galerii Daniela Cordiera v Paříži. V roce 1962 byla její práce vybrána na 31. bienále v Benátkách a Whitney Museum of American Art zakoupilo černou zeď Young Shadows (1959–1960).
V letech 1957–1964 působila v The New York Artists Equity Association (NYAE), podporující americké umělce, nejprve jako prezidentka newyorské pobočky, později jako prezidentka národní organizace. V roce 1959 byla Nevelsonová pozvána Muzeem moderního umění v New Yorku, aby se zúčastnila výstavy Šestnáct Američanů (Sixteen Americans), představující nové americké umění. Šedesátiletá sochařka vystavovala společně s mladými umělci, jako byli Jasper Johns, Robert Rauschenberg nebo Frank Stella. Vystavená instalace Svatební hostina (Dawn's Wedding Feast) byla průlomovým dílem, které sklidilo velké uznání a dostalo její jméno do povědomí veřejnosti.
V roce 1962 kvůli právnímu sporu s jednou galerií přišla téměř o celý majetek a proto přijala stipendium v Institutu Tamarind v Los Angeles. Během šestitýdenního studijního pobytu vytvořila 26 litografií s použitím nekonvenčních materiálů, jako je fáčovina a krajka na litografickém kameni.

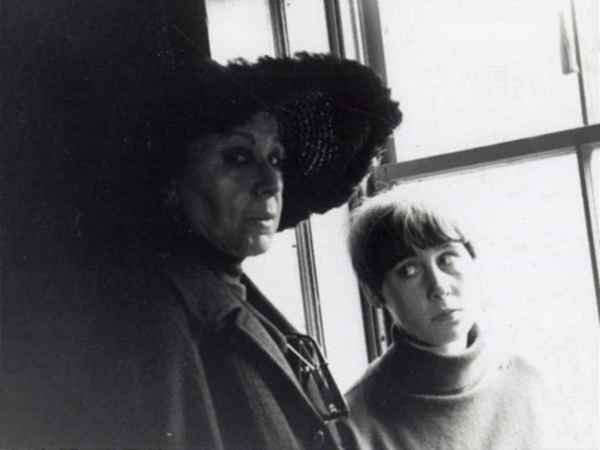
Louise Nevelsonová s vnučkou Neith (asi 1965)

Od roku 1963 spolupracovala s Pace Gallery, kterou vedl Arnold Glimcher. Po zbytek své kariéry tam pořádala výstavy nových prací přibližně každé dva roky. V roce 1967 měla svou první muzejní retrospektivu ve Whitney Museum, která představila více než sto jejích děl od kreseb z 30. let až po nejnovější díla. V roce 1968 byla zvolena do Národního institutu umění a literatury. V roce 1969 jí byla udělena medaile Edwarda MacDowella za zásluhy o americkou kulturu a umění. V té době dosáhla Nevelsonová jako umělec nejen uznání kritiků, ale i komerčního úspěchu. Mohla zaměstnávat i několik asistentů, kteří pomáhali zhotovit její monumentální díla na zakázku pro veřejný prostor. Nevelsonová sama podporovala svou slávu a popularitu svým okázalým stylem oblékání a výrazným líčením.
V roce 1973 zorganizovalo Walker Art Center velkou výstavu jejích prací, která v následujících dvou letech putovala po celé zemi ( San Francisco, Dallas, Atlanta, Kansas City , Cleveland). V následujícím roce měla samostatné výstavy v Berlíně a Paříži.
V průběhu let Nevelsonová obdržela šest čestných doktorátů, mimo jiné z Rutgers University, Harvard University a dalších a také řadu ocenění, včetně zlaté medaile za sochařství od American Academy of Arts and Letters v roce 1983 a National Medal of the Arts v roce 1985.
Louise Nevelsonová zemřela 17. dubna 1988 ve svém domě v New Yorku. V době své smrti byla považována za jednoho z nejvýznamnějších amerických sochařů dvacátého století. Její dílo lze nalézt ve více než 200 uměleckých muzeích a veřejných prostorách po celém světě, mimo jiné ve sbírkách Tate Gallery v Londýně, The Museum of Modern Art v New Yorku, Art Institute of Chicago, Walker Art Center v Minneapolis nebo Izraelské muzeum v Jeruzalémě.
V roce 2005 byla založena Nadace Louise Nevelsonové pečující o její odkaz. V roce 2018 byla ve Whitney Museum of American Art v New Yorku uspořádána výstava The Face in the Moon, která se zaměřila na její práci v oblasti kresby, tisku a koláže a představila její postup od lidského těla k abstrakci.

## Dílo
Začínala kreslením a malováním. V různých obdobích své kariéry se věnovala leptu, litografii a dalším technikám, ale od poloviny třicátých let se soustředila na sochařství.
Její rané sochy byly především ze sádry a hlíny. Často používala staré předměty, které našla na ulicích (kousky dřeva, hřebíky, krabice, kusy nábytku, kola atd.). Po neúspěchu výstavy nazvané Klaun jako střed svého světa, ve které z nalezených předmětů vytvořila sochy z cirkusu, v roce 1943 začala vytvářet abstraktní kubistické figurální studie z materiálů, jako je kámen, bronz, terakota a dřevo. Vytvořila skulptury performačního zaměření, typické pro dynamický ráz její tvorby, jako sousoší Moving-Static-Moving (Pohyb-nehybnost-pohyb, 1949). 
Od roku 1954 používala ve svých sochách šrot a odpad z budov určených k demolici (Nevěsta Černého měsíce, První osobnost). V tomto období natírala dřevo na černo a připravovala zcela černé exponáty, aby zdůraznila souhru světla a stínu podél obrysů každého kusu. Její vlastní dílo začalo narůstat do monumentálních rozměrů a překračovalo hranice děl v lidském měřítku z počátku 40. let 20. století. Nevelsonová byla průkopníkem myšlenky site-specific instalací. Na výstavě Moon Garcden+One pokryla prostor galerie od podlahy ke stropu svými trojrozměrnými stěnami a volně stojícími sestavami. Dřevěný nástěnný reliéf Nebeská katedrála (1958) má přes 11 stop na výšku a 10 stop na šířku. Je složen ze 116 krabic vyplněných fragmenty předmětů různých tvarů. Nástěnné skulptury byly tvořeny z různých předmětů, úlomků, střepů, které byly seskupeny do krabic a beden. Jednotný tmavý nátěr dodával dílu stínový gotický ráz.
Od 60. let 20. století vytvářela díla také v bílé a zlaté barvě. V té době také začala uzavírat své malé sochy do dřevěných krabic (Royal Tide I). Instalace Svatební hostina za úsvitu (Dawn’s Wedding Feast, 1959) zaplnila celou galerii nástěnnými konstrukcemi i volně stojícími a závěsnými sloupy a dalšími prvky připomínajícími architektonické formy. Na rozdíl od předchozích byl monochromatický nátěr v bílé barvě. Pro sérii prací vystavených na bienále v Benátkách v roce 1962 použila zlatou barvu. V letech 1972–1973 vytvořila své trojrozměrné sochy Dream Houses z malých kousků dřeva sestavených do tvarů domů a charakteristicky natřených černou barvou.
Pokračovala ve stavbě stěn z černého dřeva, ale také pokračovala ve výrobě konstrukcí z hliníku, plastu a kovu. Experimentovala i s dalšími materiály, plexisklem, sklolaminátem nebo ocelí Cor-ten. Tyto nové materiály jí umožnily přesunout sochy z galerií a muzeí do veřejných prostor. V roce 1964 vytvořila dvě nástěnná díla: Pocta 6 000 000 #1 (Židovské muzeum v New Yorku) a Pocta 6 000 000 #2. (Izraelské muzeum v Jeruzalémě) jako poctu obětem holokaustu. Na podzim roku 1969 byla pověřena Princetonskou univerzitou, aby vytvořila monumentální venkovní sochu z oceli Cor-ten (její první) nazvanou Atmosphere and Environment X. Nevelsonová z tohoto materiálu navrhla řadu dalších venkovních děl pro Temple Israel v Bostonu (1973), Federální soud ve Filadelfii, Chase Manhattan Bank v New Yorku, Embarcadero Center v San Franciscu (1977). V roce 1972 darovala městu New York ocelovou sochu Night  Presence IV.
V roce 1975 navrhla kapli (Chapel of the Good Shepherd) pro luteránský kostel svatého Petra v centru Manhattanu. Nevelsonová použila ke zvýraznění určitých prvků a světelných odrazů na její výzdobu plátkové zlato a zlatou barvu ve spreji. V roce 1978 byl malý pozemek na dolním Manhattanu přejmenován na náměstí Louise Nevelsonové a umělkyně tam instalovala 7 velkých ocelových soch ve tvaru stromu (Shadows and Flag). Tato práce byla jednou z 22 veřejných zakázek realizovaných společností Nevelson, z nichž každá byla vytvořena pro speciálně vybrané místo.

## Galerie

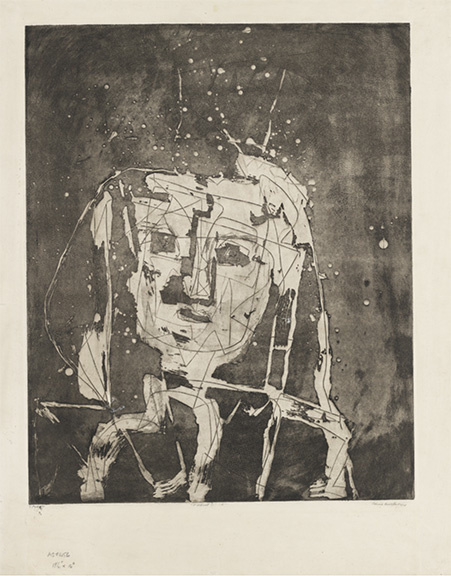
The Face in the Moon (1953-1955) litografie
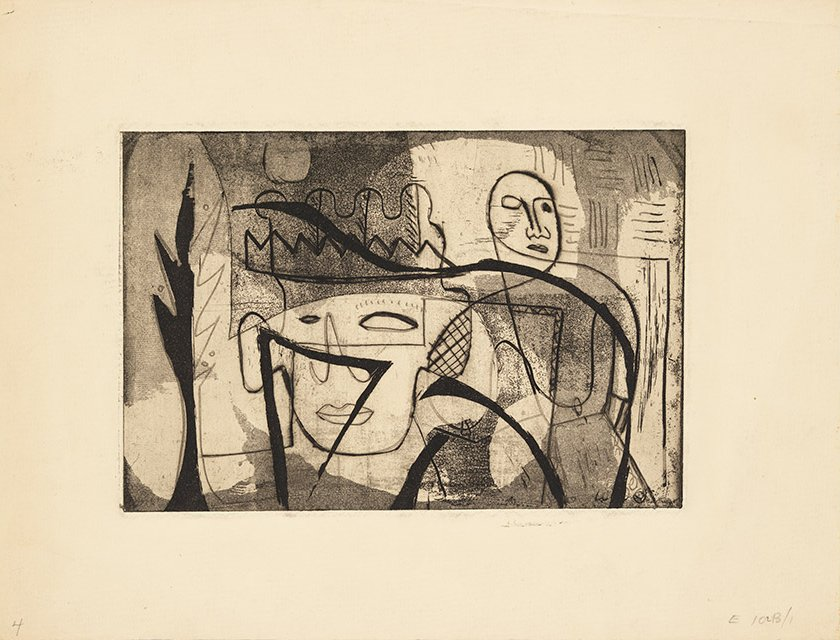
The Magic Garden (1953-1955), litografie
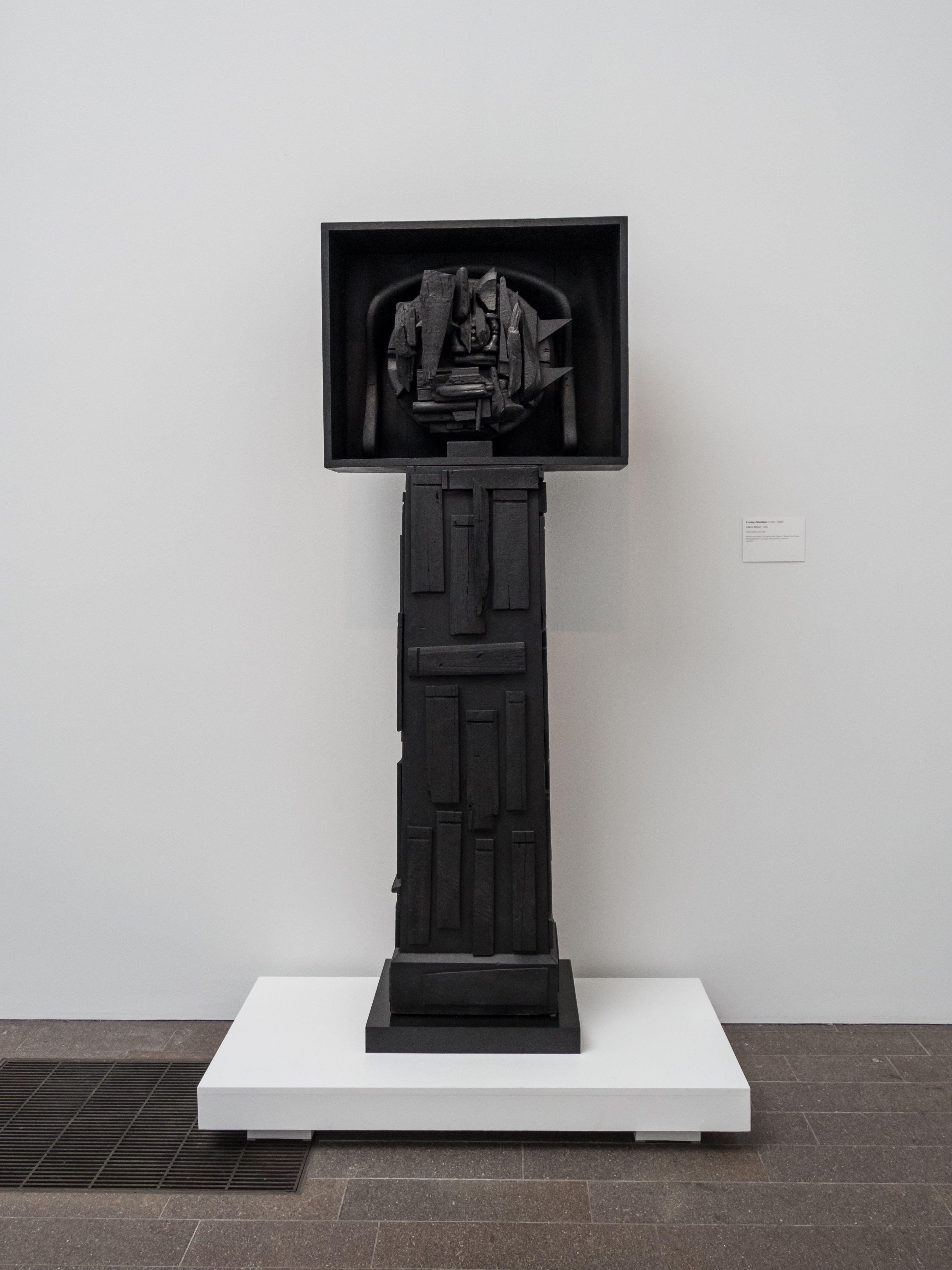
Black Moon (1959)
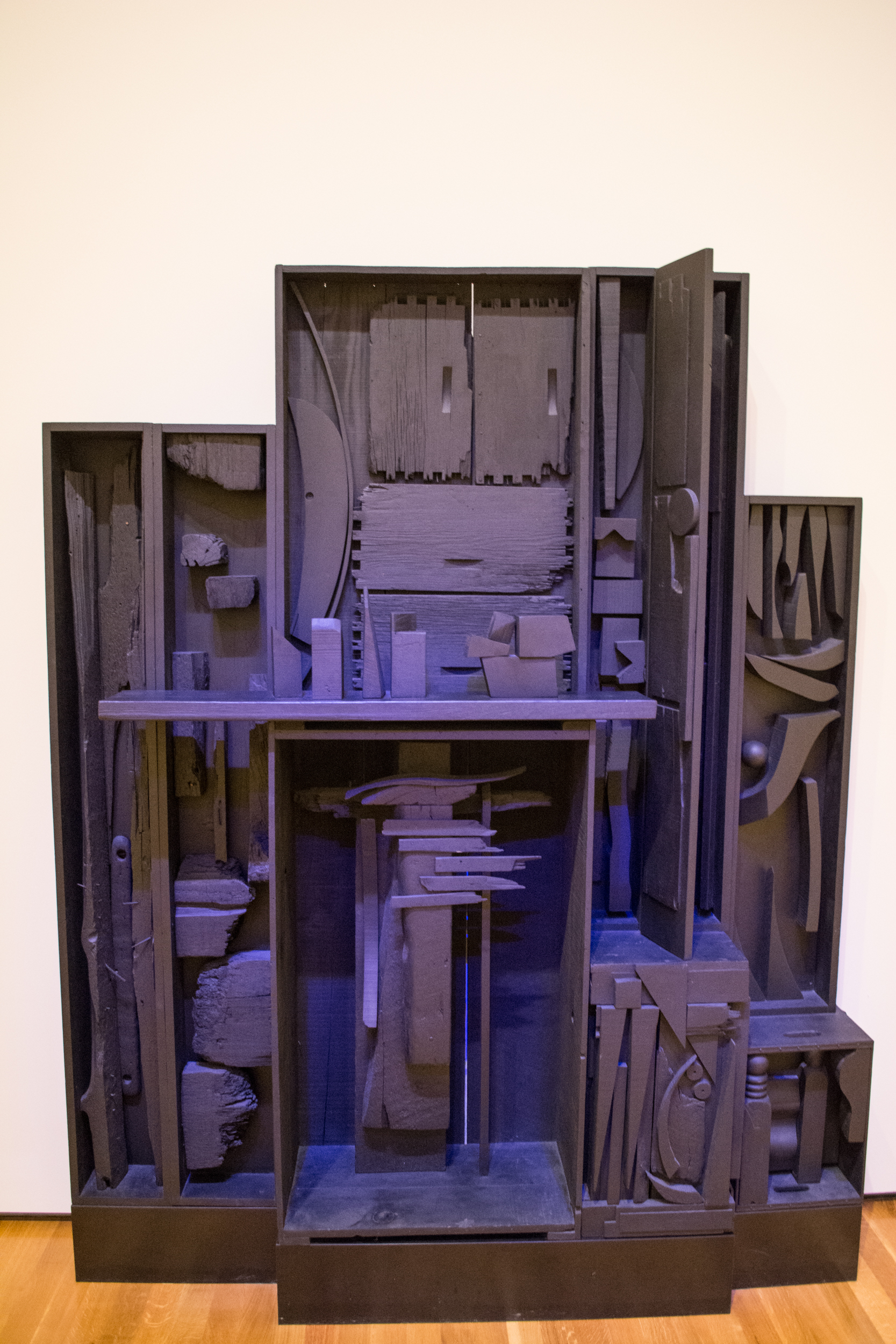
Sky Cathedral-Moon Garden Wall (1956-1960)
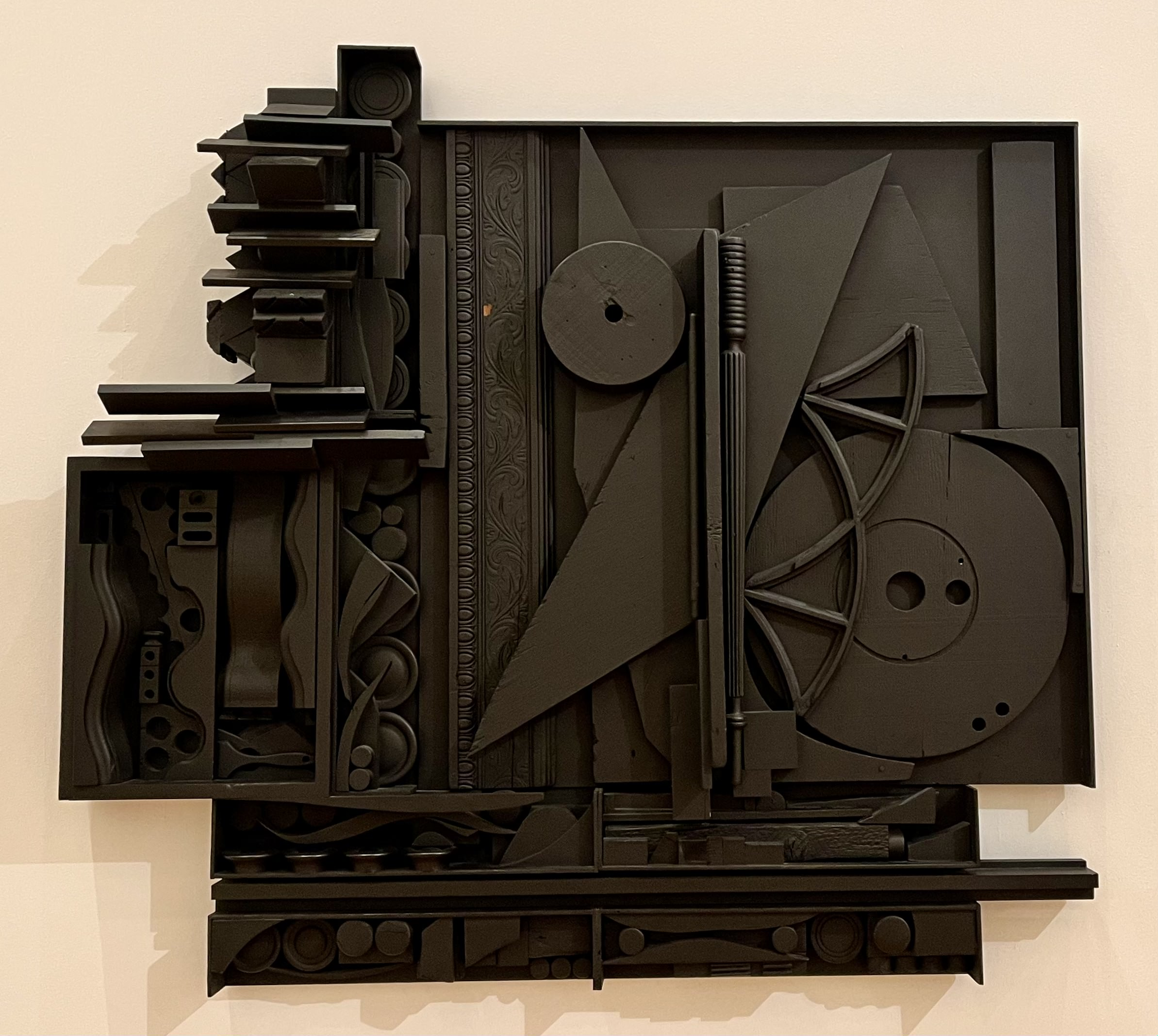
Rain Garden Zag II. (1977)
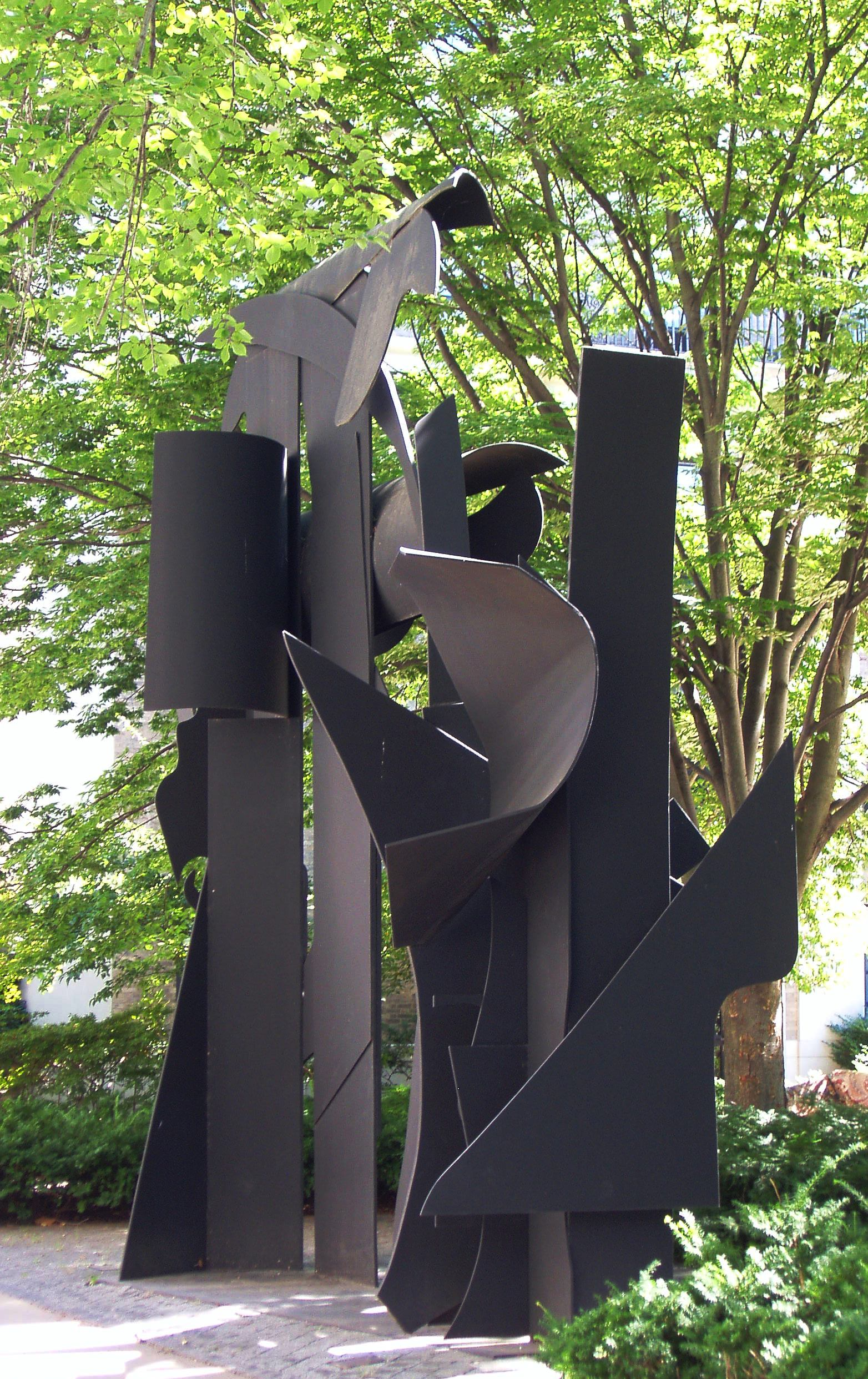
Transparent Horizont (1975), kampus MIT Cambridge, Massachusets
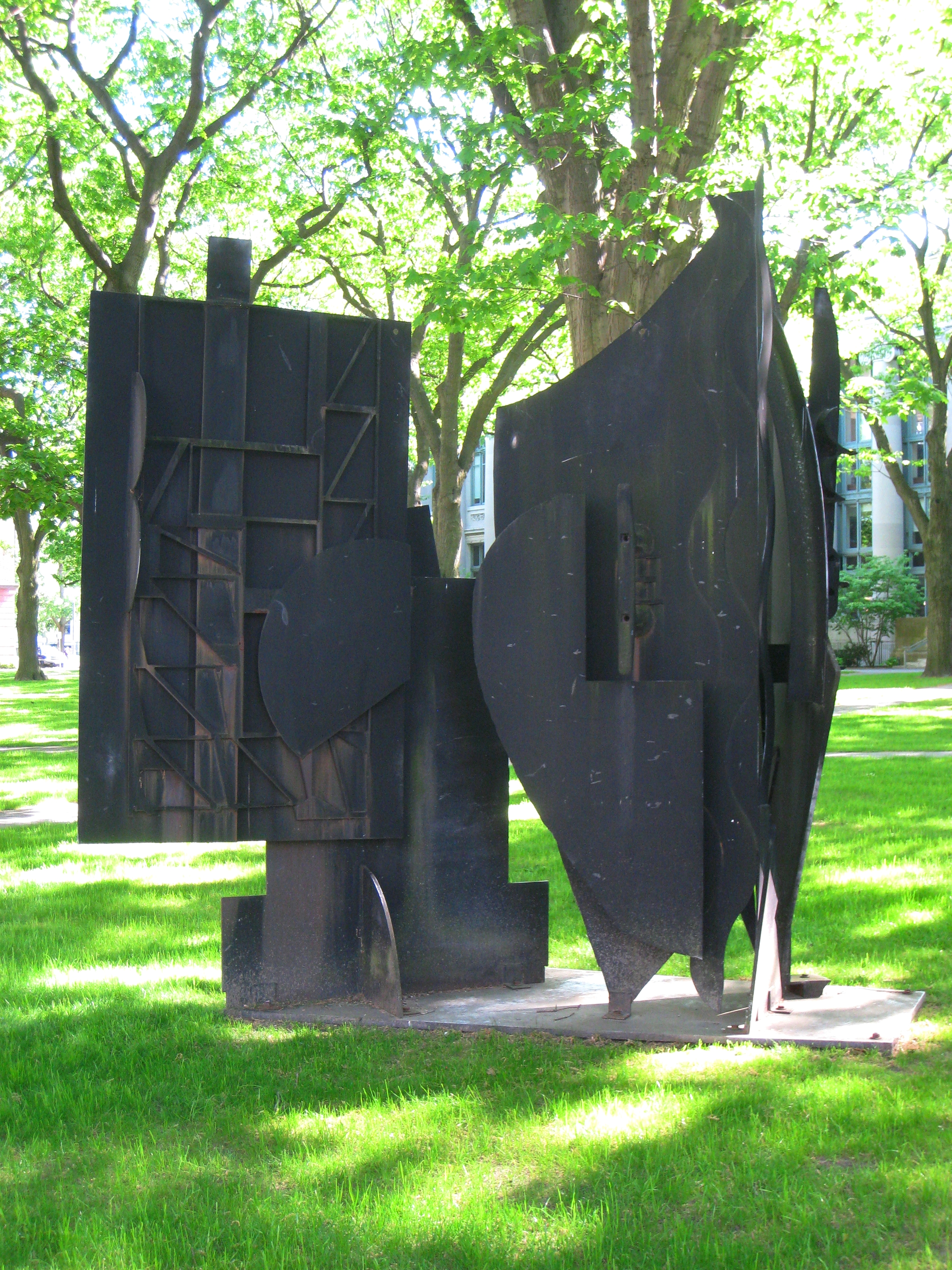
Night Wall I (1972) v areálu právnické fakulty Harvardovy univerzity
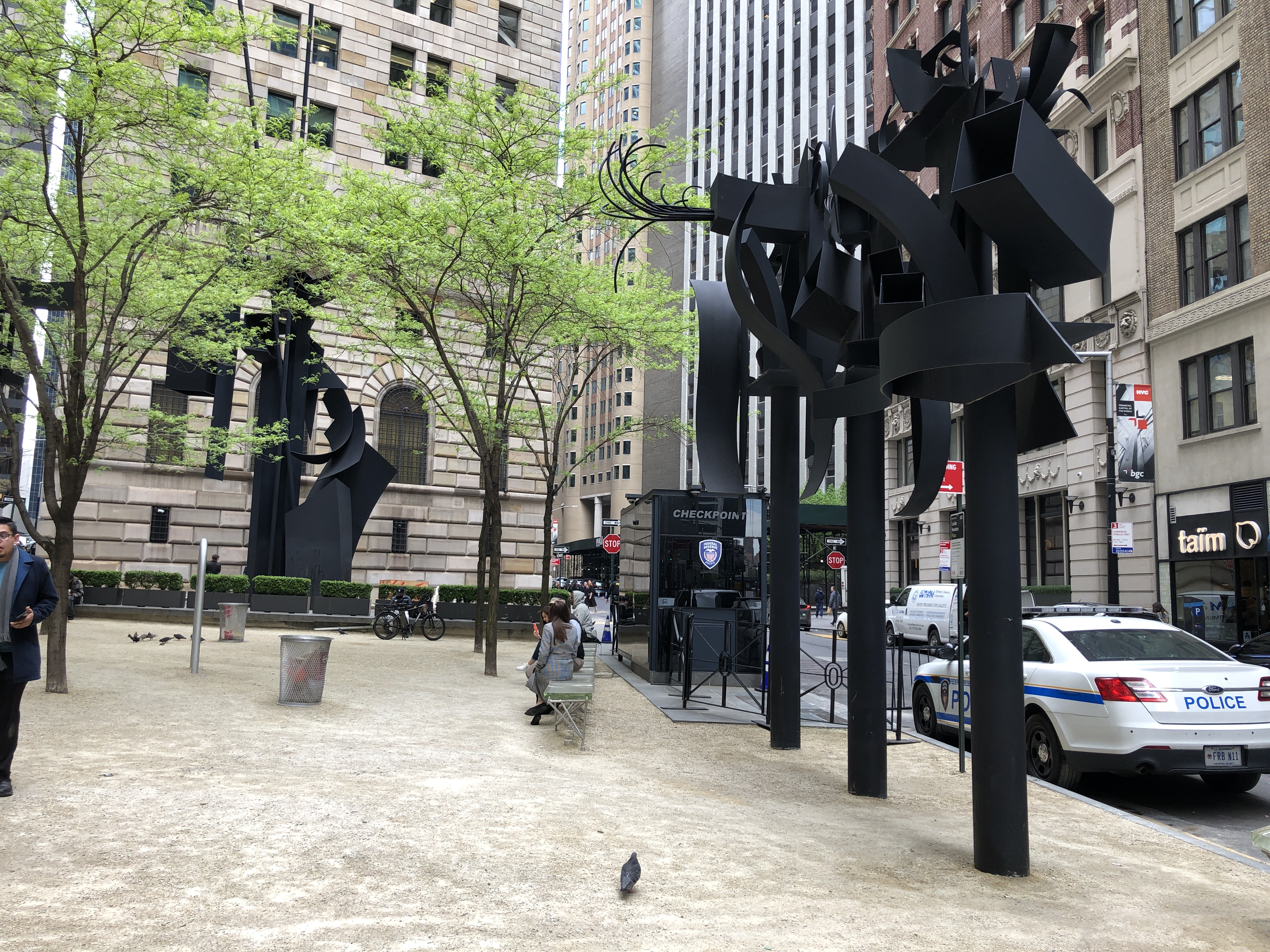
Shadows and Flag (1978), Louise Nevelson Plaza, New York City
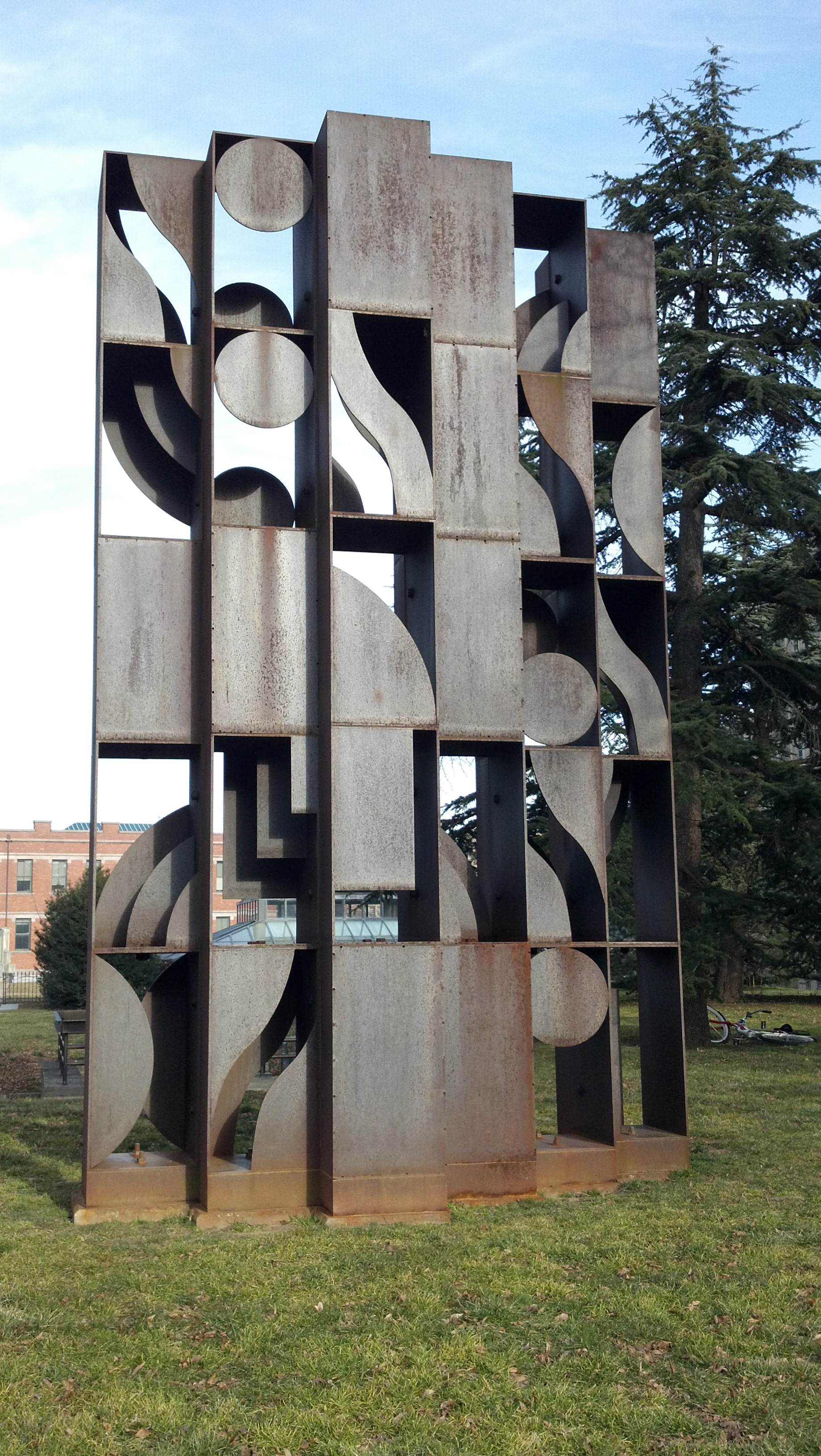
Atmosphere and Environment X (1965), univerzita Princeton
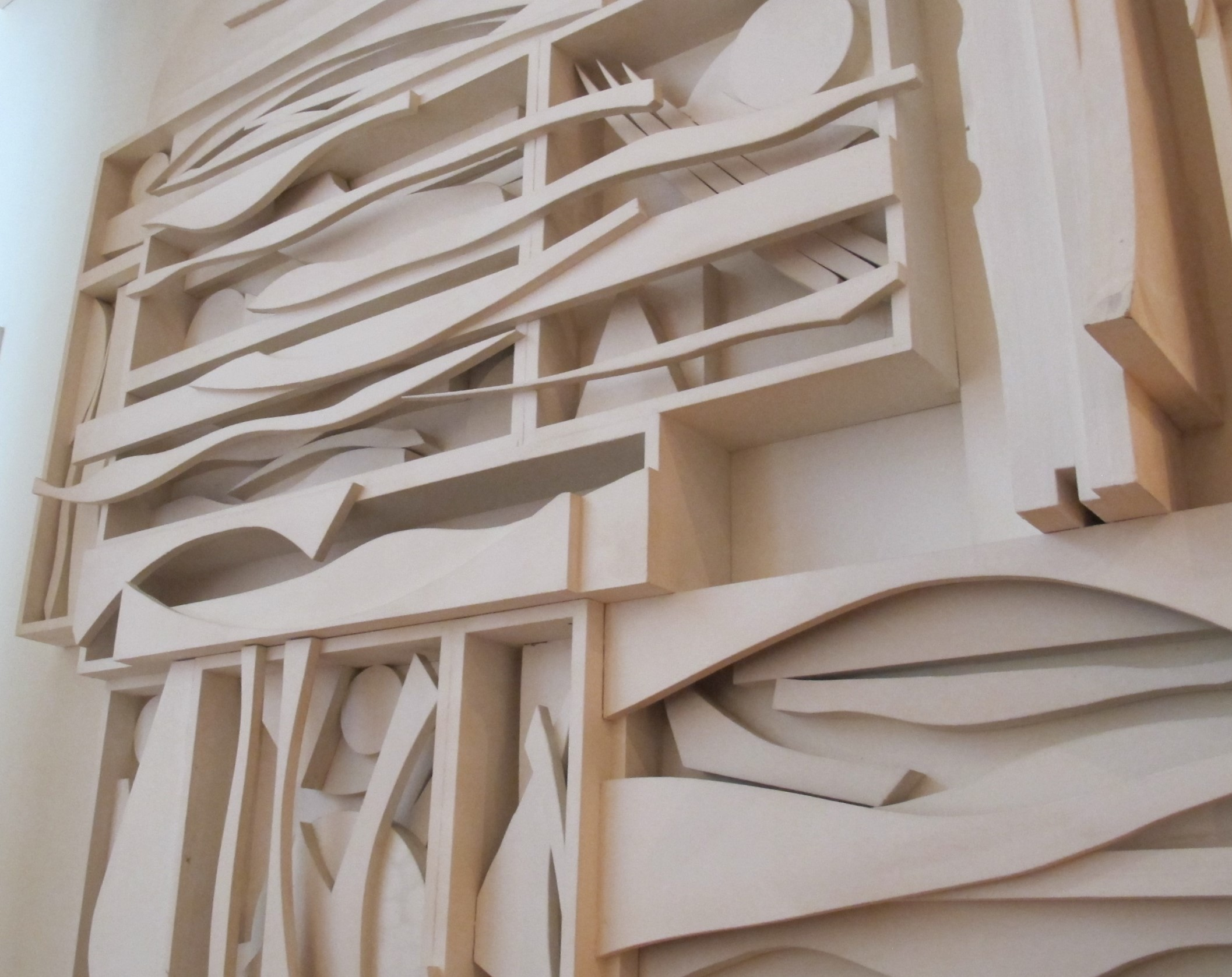
detail stěny v kapli kostela sv. Petra (1975), New York
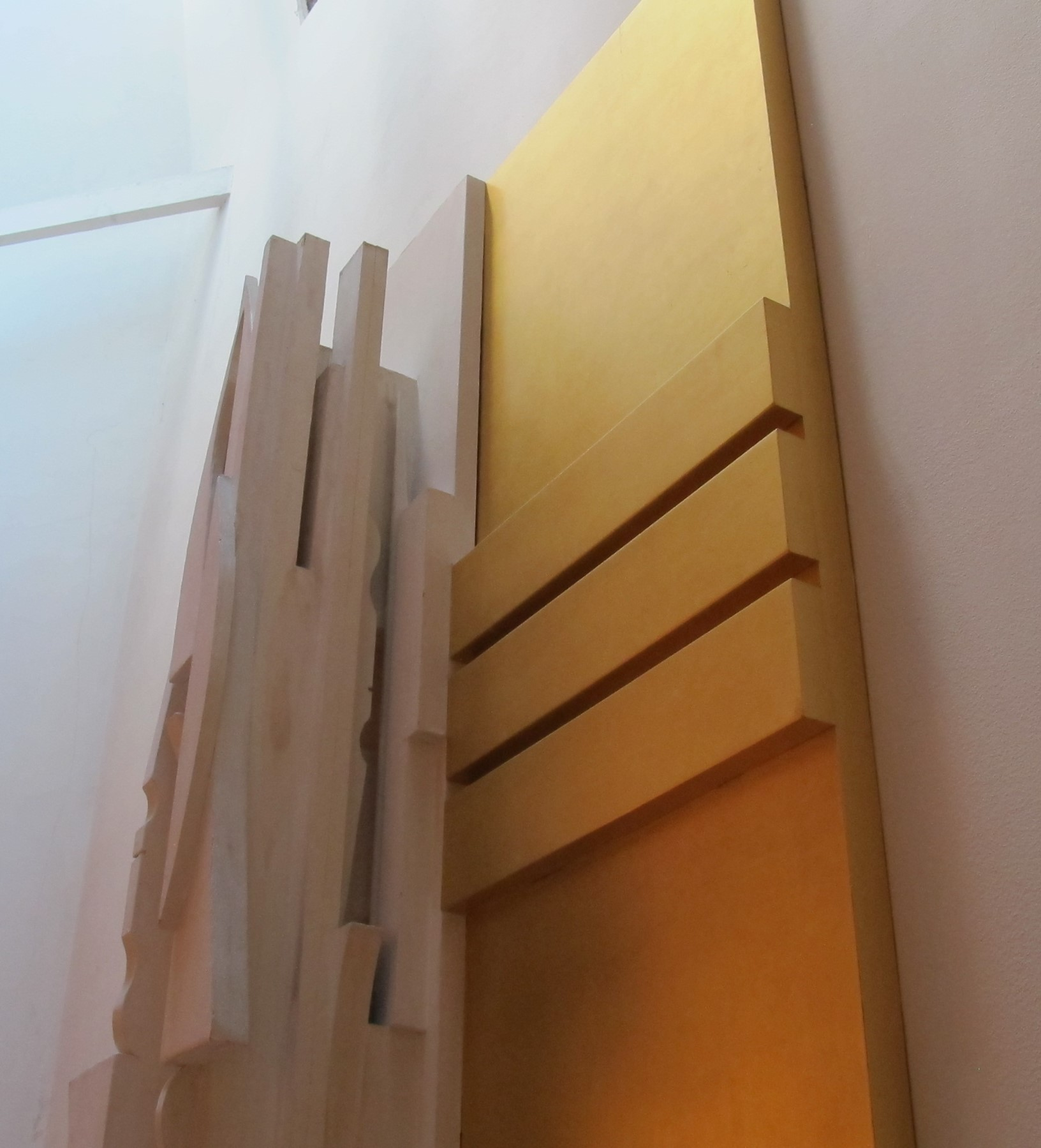
detail výzdoby v kapli kostela sv. Petra (1975), New York
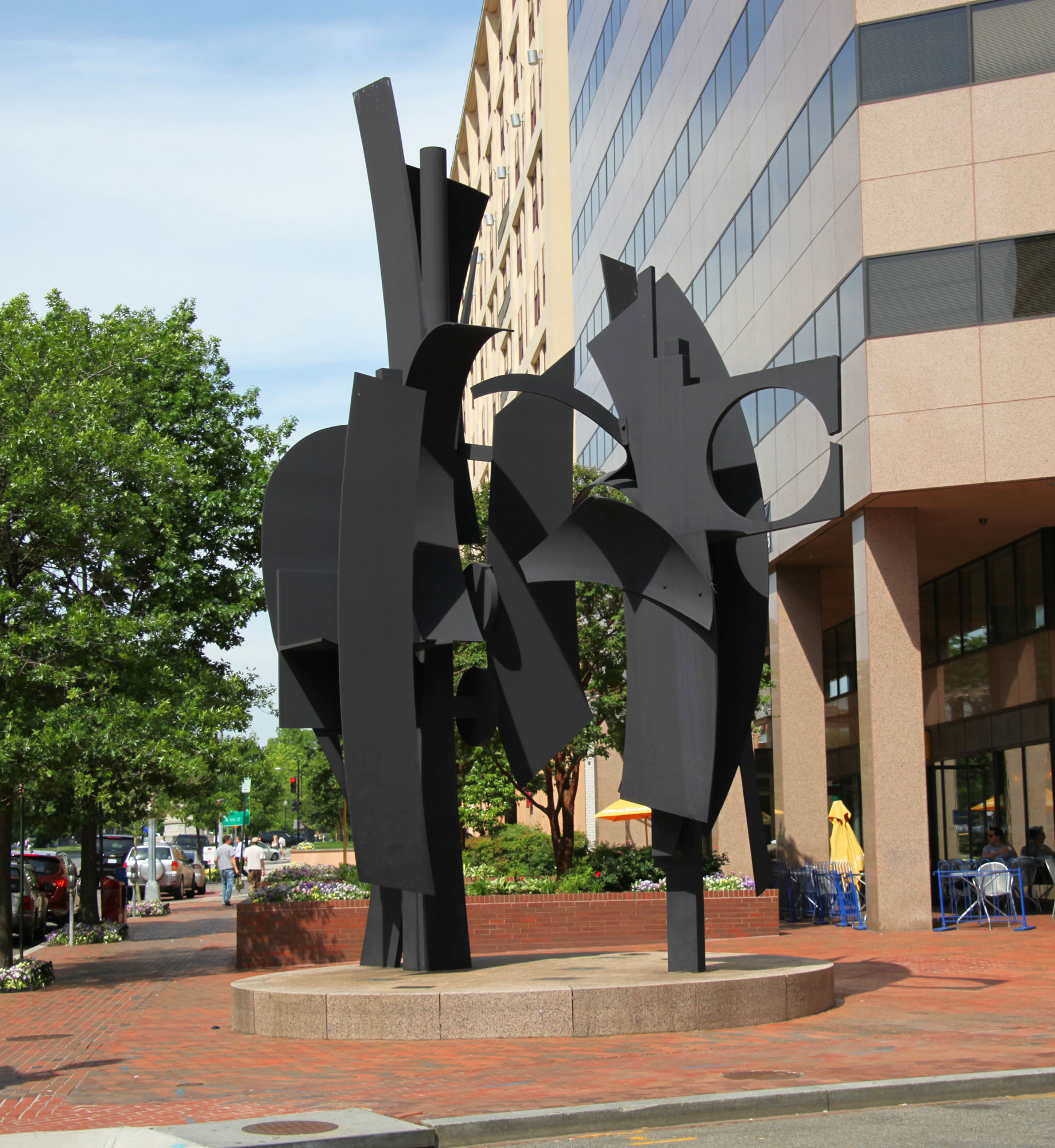
Sky-landscape (1988), Washington D.C.